# فرودگاه کانگیکسویواک (ویکهام بی)
فرودگاه کانگیکسویواک (ویکهام بی) (به انگلیسی: Kangiqsujuaq (Wakeham Bay) Airport) یک فرودگاه همگانی باربری با کد یاتا YWB است که یک باند فرود شن دارد و طول باند آن ۱۰۷۰ متر است. این فرودگاه در کشور کانادا قرار دارد و در ارتفاع ۱۵۳ متری از سطح دریا واقع شده است.

## شرکت‌های هواپیمایی و مقصدهای پروازی
| شرکت‌های هواپیمایی | مقصدهای پروازی                                                                                                |
| ----------------- | --- |
| ایر اینویت        | اوپالوک، کانگیرسوک، کویواک، مونترآل-پییر الیوت ترودو، کواگتاگ، ژان لوساژ شهر کبک، سللویت، سچففرویلل، تاسیوجاک |